# 飾妝金鱨
飾妝金鱨，是輻鰭魚綱鯰形目脂鱨科的其中一種。

## 分布
本魚分布於非洲史坦利瀑布以下之剛果河流域。

## 特徵
本魚體格強健，體色為金褐色，魚體上有許多深色斑紋，這些斑紋在幼魚身上最明顯，會隨著年齡的增長而消褪。腹面為銀白色，吻部表面有兩根觸鬚，寬嘴周圍還有6根觸鬚。背鰭豎立，像其他鰭一樣，帶有深色斑點。胸鰭上有棘，雄魚胸鰭上的棘較長，體長可達25.2公分。

## 生態
本魚性情溫和，屬雜食性，習慣於夜間捕食獵物。

## 經濟利用
為觀賞性魚類。